# Comú de Sant Julià de Lòria
El Comú de Sant Julià de Lòria és l'ens públic local que governa i administra la parròquia andorrana de Sant Julià de Lòria. El Comú està format pel Consell Comunal amb els seus consellers comunals, que representen el poder legislatiu comunal i pel Cònsol major i el Cònsol menor, elegits pel Consell Comunal i que representen el poder executiu comunal, on el Cònsol Major n'és la màxima autoritat. La seu del Comú es troba a l'avinguda Rocafort, 21-23 de Sant Julià de Lòria.

## Composició actual
| Llista            | Llista                                      | Vots  | %    | Escons |
| ----------------- | ------------------------------------------- | ----- | ---- | ------ |
|                   | Terceravia + Unió Laurediana + Independents | 1.159 | 48,6 | 9      |
|                   | Desperta Laurèdia                           | 970   | 40,7 | 3      |
|                   | Units pel Canvi                             | 257   | 10,8 | 0      |
| Blancs            | Blancs                                      | 128   | –    | –      |
| Nuls              | Nuls                                        | 21    | –    | –      |
| Total             | Total                                       | 2.534 | 100  | 12     |
| Cens/participació | Cens/participació                           | 4.126 | 61,4 | –      |

## Llista de Cònsols Majors
| #                   | Cònsol Major              | Inici del mandat | Fi del mandat | Partit | Partit |
| ?                   | Josep Pintat Solans       | 1960             | 1963          |        | Ind    |
| ?                   | Miquel Vila Bordoll       | 1972             | 1973          |        | Ind    |
| ?                   | Emili Grau Tor            | 1979             | 1983          |        | Ind    |
| ?                   | Josep Maria Felipó        | 1983             | 1987          |        | Ind    |
| ?                   | Ricard Tor Riba           | 1987             | 1995          |        | Ind    |
| Etàpa constitucinal |                           |                  |               |        |        |
| I                   | Josep Miquel Vila Bastida | 1995             | 1999          |        | AND    |
| II                  | Joan Pujal Areny          | 1999             | 2003          |        | UL     |
| III                 | Josep Pintat Forné        | 2003             | 2011          |        | UL     |
| IV                  | Montserrat Gil Torné      | 2011             | 2015          |        | UL     |
| V                   | Josep Miquel Vila Bastida | 2015             | 2019          |        | LC     |
| VI                  | Josep Majoral Obiols      | 2019             | -             |        | UL     |

## Llista de Cònsols Menors
En la present taula només s'especifiquen els Cònsols Menors des de les primeres eleccions comunals constitucionals, és a dir, des de l'any 1995.
| #   | Cònsol menor            | Inici del mandat | Fi del mandat | Partit | Partit |
| I   | Francesc Roca Sanvicens | 1995             | 1999          |        | AND    |
| II  | Agustí Marfany Puyoles  | 1999             | 2003          |        | UL     |
| III | Enric Sangrà Tomàs      | 2003             | 2011          |        | UL     |
| IV  | Manel Torrentallé Cairó | 2011             | 2015          |        | UL     |
| V   | Julià Call Reig         | 2015             | 2019          |        | LC     |
| VI  | Mireia Codina Lucas     | 2019             | -             |        | UL     |

## Històric de resultats
En la següent taula és pot vore l'històric de consellers comunals electes segons la seua filiació política. Les candidatures guanyadores estàn marcades en negreta.
| Candidatura | Candidatura | 1995 | 1999 | 2003 | 2007 | 2011 | 2015 | 2019 |
|             | UL          | -    | 12   | 9    | 10   | 10   | 3    | 9    |
|             | PS          | -    | -    | 0    | 0    | 2    | -    | 0    |
|             | S21         | -    | -    | 3    | 2    | -    | -    | -    |
|             | AND         | 12   | -    | -    | -    | -    | -    | -    |
|             | Ind         | -    | -    | -    | -    | -    | 9    | 3    |
| Total       | Total       | 12   | 12   | 12   | 12   | 12   | 12   | 12   |
| Fonts:      |             |      |      |      |      |      |      |      |